# (8156) Tsukada
(8156) Tsukada (1988 TR) – planetoida z pasa głównego asteroid okrążająca Słońce w ciągu 4,43 lat w średniej odległości 2,7 au. Odkryta 13 października 1988 roku.